# Federico Agostini
Federico Agostini (* 1959 in Triest) ist ein italienischer Violinist.

## Leben
Agostini entstammt einer Musikerfamilie. Seinen ersten Violinunterricht erhielt er im Alter von sechs Jahren bei seinem Großvater Franco Gulli senior, danach studierte er an den Konservatorien von Triest, Venedig und Siena. Mit 16 Jahren debütierte er als Solist unter der Leitung von Carlo Zecchi. Von 1981 bis 1986 war er Mitglied der Virtuosi di Roma, von 1986 bis 1992 Konzertmeister von I Musici. Seit 1987 gehört er dem Quintetto Fauré di Roma an. 1992 begann er eine langjährige Zusammenarbeit mit dem französisch-amerikanischen Pianisten Claude Cymerman, mit dem er Tourneen durch Europa, Japan und die USA unternahm. 2004 gründete er gemeinsam mit James Creitz, Yosuke Kawasaki und Sadao Harada das D’Amici String Quartet. Als Solist musizierte Agostini u. a. mit dem Orchestra Sinfonica della RAI, dem BBC Scottish Symphony Orchestra und der Bayerischen Kammerphilharmonie.
Seit 1978 ist Agostini auch als Lehrer aktiv. Er unterrichtete acht Jahre an den Konservatorien von Venedig und Triest; ab 1992 war er Dozent für Violine und Kammermusik an der Staatlichen Hochschule für Musik in Trossingen. 2002–2012 war er Associate Professor an der Indiana University, Jacobs School of Music in Bloomington. 2012 wurde er zum Professor für Violine an der Eastman School of Music in Rochester, New York ernannt. Er gibt regelmäßig Meisterkurse in Japan, Dänemark, Schweden und Italien.
Agostini gehört zur Jury des Concours de Genève und des Concorso Internazionale per Quartetto d’archi di Cremona.

## Aufnahmen
Auf Schallplatte bzw. CD hat Agostini u. a. die Violinkonzerte von Bach, Die vier Jahreszeiten von Vivaldi, das Klavierquintett von Brahms sowie die Klavierquartette und -quintette von Fauré aufgenommen.